# Espido Freire
María Laura Espido Freire, conosciuta semplicemente come Espido Freire (Bilbao, 16 luglio 1974), è una scrittrice e saggista spagnola.
È stata la più giovane vincitrice del Premio Planeta, nel 1999 a soli 25 anni con il romanzo Pesche gelate.

## Biografia
Laureata in Filologia inglese all'Università di Deusto, nel 1998 ha pubblicato Irlanda, il suo primo romanzo. Nel giro di pochi mesi s'impegna nella pubblicazione di altri due romanzi, il secondo dei quali è insignito del Premio Planeta dalla casa editrice spagnola. Nel 2000 e nel 2001 inizia ad occuparsi di saggistica e poesia, con lavori su Jane Austen, sulle sorelle Brontë e sulla sua generazione, definita dei mileuristas. Nel 2001 ha vinto il Premio NH de Relatos con la raccolta di racconti El Tiempo Huye, nel 2007 ha ottenuto il Premio Ateneo de Sevilla con Soria Moria.
Parallelamente, è traduttrice e ha collaborato con alcuni giornali iberici, tra cui Publico, ADN ed El Mundo. Infine, ha collaborato con la radio, la televisione e le università spagnole con corsi di scrittura creativa. Le sue opere sono state tradotte in varie lingue europee e hanno riscosso successo anche in Francia, dove le è stato assegnato il Premio Millepage per il suo romanzo d'esordio.

## Opere

### Romanzi
- (ES)  Irlanda (1998).
- (ES)  Donde siempre es octubre (1999).
- Pesche gelate (Melocotones helados, 1999).
- (ES)  Diabulus in Musica (2001).
- (ES)  La última batalla de Vincavec el bandido (2003).
- Ci attende la notte (Nos espera la noche, 2003).
- (ES)  La diosa del pubis azul (2005, con Raúl del Pozo).
- (ES)  Soria Moria (2007).
- (ES)  Hijos del fin del mundo: De Roncesvalles a Finisterre (2009).
- (ES) La flor del Norte (2011) ISBN 978-84-08-09951-2.
- (ES) Quería volar (2014) ISBN 978-84-34-41851-6.
- (ES) Para vos nací (2015) ISBN 978-84-34-41926-1.

### Relatos
- (ES)  El tiempo huye (2001).
- (ES)  Cuentos malvados (2003).
- (ES)  Juegos míos (2004).
- (ES)  El tiempo huye (2006).
- (ES)  El trabajo os hará libres (2008).

### Poesie
- (ES)  Aland la blanca (2001).

### Saggi
- (ES)  Primer amor (2000).
- (ES)  Cuando comer es un infierno (2002).
- (ES)  Querida Jane, querida Charlotte (2004).
- (ES)  Mileuristas: retrato de la generación de los 1000 euros (2006).
- (ES)  Mileuristas II: la generación de las mil emociones (2008).